# 탄웨이웨이

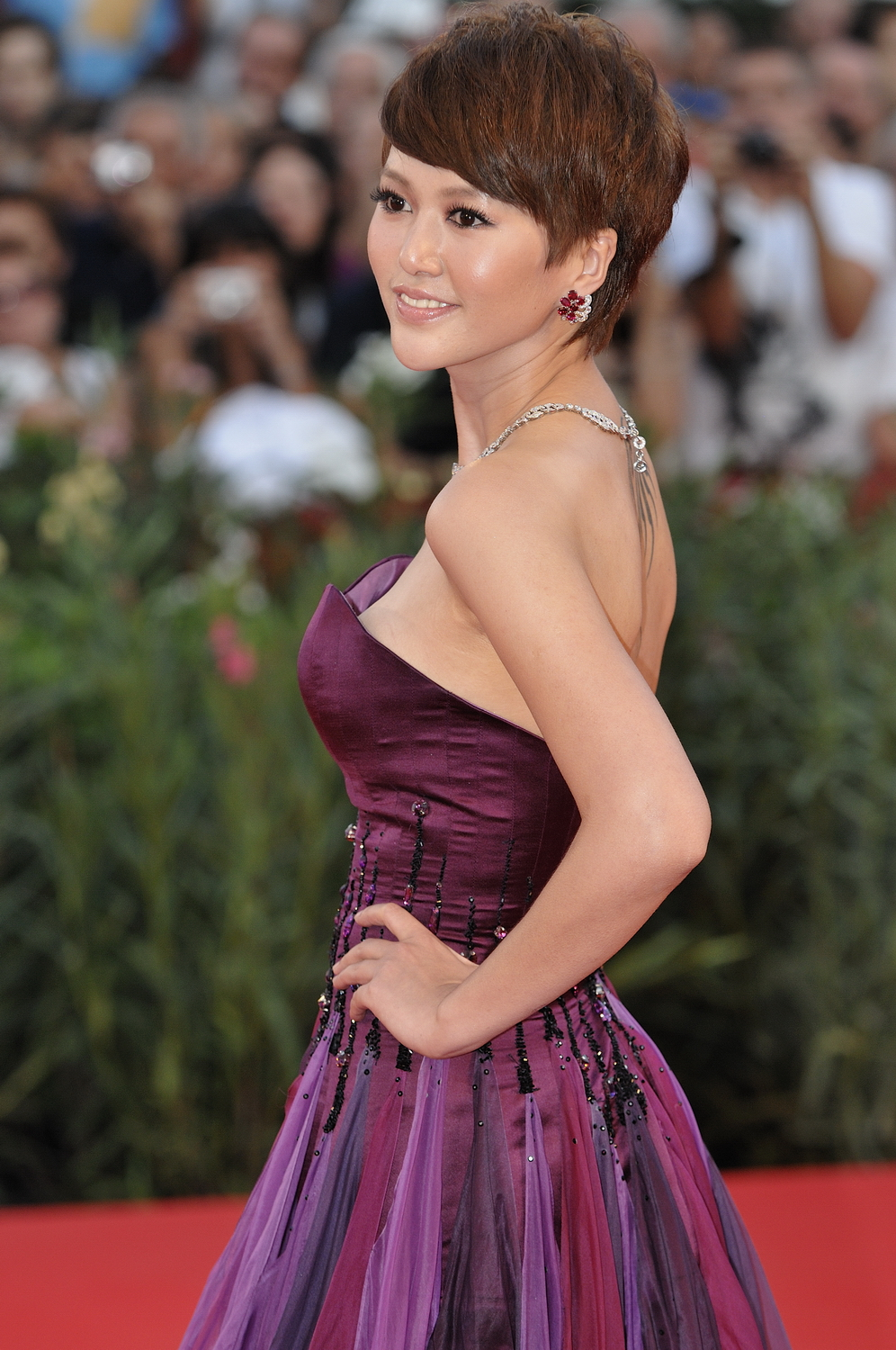

탄웨이웨이(谭维维) (1982년 10월 8일 - ), 쓰촨성 자공시에서 태어났고, 중국의 유명한 가수이다. 2004년 앨범 《고원의 마음》으로 프랑스음반세계음악대상을 받았다.; 2006년 후난 TV 슈퍼걸 결승전에서 준우승을 해 큰 관심을 받았다. ; 2009년 《만남》노래로 제 46회 금마장에서 『최우수 주제가 상』을 받았다. 2015년 2월 7일에 후난 TV 나는 가수다시즌3에 참가해 두번째 라운드까지 성공적으로 올라갔다.; 2016, 2017, 2018년 3년 연속으로 CCTV 춘절연합만회에 출연했다.; 2017년 11월 25일 제 54회 골든디스크시상식 및 2018년 4월 15일 제 37회 홍콩영화금상장에 초청받아 최우수 주제가 상 후보였던 《상애상친》의 주제곡 《맥상화개》를 불렀다. ; 전체관객을 깜짝 놀라게 한 가창력으로 네티즌들의 좋은 평을 받았다.

## 참고 자료
- 谭维维 官方微博
- 谭维维 官方音乐
- 谭维维 新闻人物[깨진 링크]
- 2006年超级女声